# Tarator
Tarator, tarathor, taratur, hoặc ttalattouri (bulgaria, macedonia và chữ Serbia Cyrillic: таратор, tiếng Albania: Tarator, Sals kosi, tiếng Thổ Nhĩ Kỳ: cacık, tiếng Hy Lạp: τζατζίκι / τταλαττούρι (Síp)), là một loại súp, món khai vị, hay nước sốt có trong các món ăn của Đông Âu. Nó thường bao gồm hạt óc chó, tỏi, và sữa chua hoặc tahini, và thường có dưa chuột, các loại thảo mộc, và giấm hoặc nước chanh.
Ở Balkan, nó là một loại súp lạnh (hay một salad lỏng), phổ biến trong mùa hè. Nó được làm từ  sữa chua, dưa chuột, tỏi, hạt óc chó, thì là, dầu thực vật và nước, và nó phục vụ vớt ớt hoặc thậm chí với đá. Biến thể địa phương có thể thay thế sữa chua với nước và giấm, bỏ qua hạt hoặc thì là, hoặc thêm bánh mì. Dưa chuột hiếm khi được thay thế bằng xà lách hoặc cà rốt.
Tarator Thổ Nhĩ Kỳ và Levantine thường là một loại sốt dựa trên tahini, không phải sữa chua. Nó thường được phục vụ với cá hoặc hải sản chiên.
Tiếng Hy Lạp ở Síp : τταλαττούρι không phải là một loại nước sốt như tarator ở Bungaria mà giống một loại nước chấm từ sữa chua.

## Từ nguyên học
Từ này được tìm thấy trong ngôn ngữ vùng Balkan đến Levant, và có vẻ có nguồn gốc Bungaria.

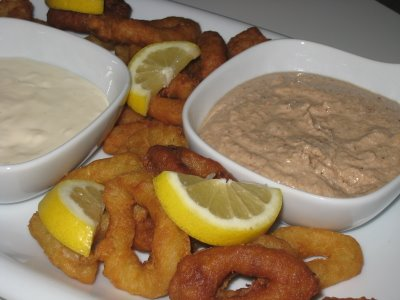
Tarator Thổ Nhĩ Kỳ (phải) và mực chiên